# Lopușne, Boureni
Lopușne (în ucraineană Лопушне) este un sat în comuna Torun din raionul Boureni, regiunea Transcarpatia, Ucraina.

## Demografie
Componența lingvistică a localității Lopușne
     Ucraineană (99,85%)
     Alte limbi (0,15%)
Conform recensământului din 2001, majoritatea populației localității Lopușne era vorbitoare de ucraineană (99,85%), existând în minoritate și vorbitori de alte limbi.